# Cryptocopoides arcticus
Cryptocopoides arcticus är en kräftdjursart som först beskrevs av Hansen 1886.  Cryptocopoides arcticus ingår i släktet Cryptocopoides och familjen Pseudotanaidae. Inga underarter finns listade i Catalogue of Life.